# نعمان سوم
نعمان سوم یا نعمان بن منذر یا ابوقابوس نعمان بن منذر آخرین پادشاه از سلسلهٔ لخمی‌ها در حیره بود.
لخمی‌ها نام دودمانی عرب بود که در روزگار ساسانیان و میان سده‌های سوم تا هفتم میلادی بر حیره فرمان می‌راندند.
آنان در آغاز کیش بت‌پرستی داشتند، سپس مسیحی نسطوری شدند و پس از چیرگی مسلمانان دین اسلام را پذیرفتند. لخمی‌ها پیرو ساسانیان بودند.

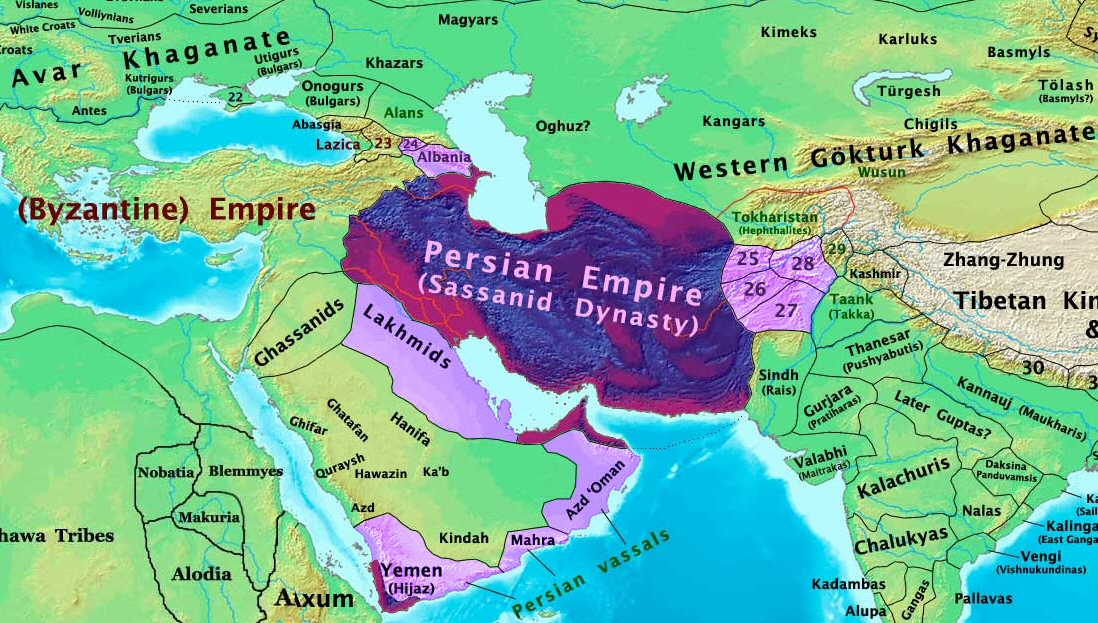
قلمرو حکومت ساسانی در سال ۶۰۰ میلادی و قلمرو لخمی‌ها

طبری می‌نویسد که پس از مرگ منذر بن منذر (منذر پنجم) (مرگ در سال ۵۸۲ میلادی، هشت سال قبل از به پادشاهی رسیدن خسرو)، خسرو مردی می‌جست که او را پادشاه عربان کند. مترجم عربی دربار خسرو عدی بن زید عبادی که کار تربیت و پرورش نعمان از کودکی به او سپرده شده بود، ترتیبی فراهم کرد که از بین یازده پسر بر جای مانده، از منذر، نعمان، به پادشاهی برسد. احتمالاً بین ۶۰۲ میلادی تا ۶۰۸ میلادی نعمان سوم به دستور خسرو پرویز زندانی شده و به قتل رسید سپس خسرو ایاس بن طائی را به جای وی والی حیره قرار داد.

## علل کشته شدن نعمان
طبری می‌نویسد که پس از مرگ پدر نعمان، منذر بن منذر (منذر پنجم) در سال ۵۸۲ میلادی، خسرو مردی می‌جست که او را پادشاه عربان کند. مترجم عربی دربار خسرو عدی بن زید عبادی که کار تربیت و پرورش نعمان از کودکی به او سپرده شده بود، ترتیبی فراهم کرد که از بین یازده پسر بر جای مانده، از منذر، نعمان، به پادشاهی برسد.
بعد از پادشاهی نعمان به سبب فتنه و بدگویی اطرافیان نعمان که با عدی دشمنی داشتند و می‌گفتند: عدی بر نعمان منت می‌گذارد و می‌گوید که او بوده که نعمان را پادشاه کرده، کینهٔ عدی به دل نعمان افتاد و او را به حیره فرا خواند. عدی که در خدمت خسرو بود از وی اجازه خواسته و پیش نعمان رسید. وی بی‌درنگ عدی را زندانی کرد تا هنگامی که خسرو فرستاده‌ای برای جویا شدن از وضع عدی به حیره فرستاد. نعمان که از شکایت عدی در نزد خسرو و خشم آتی خسرو بیمناک بود، دستور قتل عدی را صادر کرد.
چندی نگذشت که نعمان از مرگ عدی پشیمان شده و پسر او، زید بن عدی را همراه نامه‌ای، به خدمت خسرو، به جای پدر فرستاد. از این پس کار ترجمهٔ نامه‌هایی که به سرزمین عرب و به سوی نعمان می‌رفت، با زید شد.
چنان بود که ملوک پارسیان از ولایتها طلب زنانی می‌کردند که وصف آن نوشته شده بود ولی از دیار عرب چیزی نمی‌جستند و نمی‌خواستند. زید بن عدی که کینهٔ قتل پدر، بدست نعمان را بر دل داشت و مورد علاقه و اعتماد خسرو بود، به او خبر داد که وصف زنانی که شما می‌جویید را خوانده‌ام و دانم که در پیش بندهٔ تو نعمان از دختران وی و عمانش و کسانش بیشتر از بیست زن بر این صفت هست.
خسرو همراه وی فرستاده‌ای نزد نعمان بفرستاد. نعمان در جواب خواست خسرو، به زید گفت: که مگر در زیبا رویان سواد و دیارش حاجت خویش نمی‌یابید؟ و به جای زیبا روی کلمهٔ عین به کار برد که استعاره از زیبا روی باشد. فرستاده از زید پرسید عین چیست؟ زید گفت به معنی گاو است. نعمان نامه‌ای همراه آن دو کرد و نوشت که آنکه شاه می‌خواهد نزد من نیست و به زید گفت به نزد شاه عذری شایسته بگو.
چون به نزد خسرو بازگشتند، زید گفت: من شاه را گرامی‌تر از آن می‌دانم که گفتهٔ او را بر زبان آورم و از فرستادهٔ همراهش خواست، جواب نعمان را به شاه بگوید. فرستاده گفت: که نعمان به ما گفته‌است که مگر گاوان سواد (عراق) او را بس نیست که به طلب زنان ما برآمده‌است؟ خسرو به سختی خشمگین شد و این سخن در دل او کارگر افتاد، سپس نعمان را به بند کرده و به زندان خانقین فرستاد و به زندان بود تا طاعون بیامد و در آنجا بمرد.
در تاریخ ابن خلدون به جای کلمهٔ «عین»، «عیر» آمده‌است و نوشته شده که عیر بمعنی گاو است و منظور نعمان زنان سیه چشم بوده‌است.
طبری می‌نویسد، همچنین از ابوعبیده معمر بن مثنی روایت کرده‌اند که وقتی نعمان عدی را بکشت، برادر و پسر عدی مترجم خسرو بودند و نامه‌ای که نعمان به خسرو نوشته بود را، تحریف کرده، خسرو به خشم آمده و بگفت تا نعمان را بکشند. قتل نعمان منجر به سلسله حوادثی شد که در نهایت جنگ ذوقار را در پی داشت.
از جمله علت‌های دیگر که برای قتل نعمان ذکر کرده‌اند، مسیحی شدن او بوده‌است. نعمان ظاهراً آخرین فردی از این خاندان بوده که مسیحی شده‌است. در مطالعه اوضاع آن زمان از این موضوع نمی‌توان به سادگی گذشت، زیرا مسیحی شدن نعمان یعنی هم‌کیش شدن او با رومیان، دشمنان بالفعل یا بالقوه ایران، همه معادلات و حساب‌هایی را که در سیاست کلی ایران نسبت به مرزهای غربی و روابط آن با روم تا آن زمان مطرح می‌بود به کلی دگرگون می‌ساخت. از این پس امیرنشین حیره آن سنگر دفاعی قابل اطمینان که امنیت مناطق غربی ایران را برعهده داشتند، نبود. دیگر از نعمان هم‌کیش با رومیان نمی‌شد انتظار داشت که برای خسروپرویز در سیاست کلی او با روم، همان عامل صدیق و قابل اطمینان گذشته باشد. در این دوران جای آن اعتماد را در دل خسروپرویز بدگمانی گرفته بود، بدگمانی از اینکه نعمان عاملی در دست روم گردد، و در اجرای سیاست آن دولت، به تحریک و آشوب در قلمرو عرب‌نشین ایران و مرزهای غربی ایران با روم بپردازد، و در هنگام ضرورت و جنگ به جای همکاری با دیگر مدافعان ایرانی، خود به کمک مهاجمان شتابد، و از پشت به مدافعان ایرانی بتازد.
حال اگر در پرتو آنچه ذکر شد بار دیگر به داستان قتل نعمان با دقت بیشتری بنگریم به دلایل بهتری دست خواهیم یافت. در داستان‌ها آمده که چون خسروپرویز، نعمان را به دربار فراخواند، نعمان که از احضار نابهنگام خود به دربار بیمناک شده بود، اموال خود را نزد هانی بن مسعود یکی از شیوخ قبیله بنی شیبان به امانت گذاشت و خود عازم پایتخت شد. این توضیح باید اضافه شود که آنچه نعمان نزد هانی بن مسعود به امانت گذاشت، و پس از قتل او خسروپرویز ایاس بن قبیصه را، که به جای نعمان برگزیده بود، مأمور بازپس گرفتن آن از هانی بن مسعود کرده بود، نه چنان‌که در داستان‌ها آمده، اموال نعمان، بلکه سلاح‌ها و جنگ‌افزارهایی بوده‌است که گویا نعمان دور از چشمخسرو و مرزبانانش فراهم آورده و ذخیره کرده بود، و علت بیمناکیش از احضار نابهنگام خود به دربار هم این بوده که احضار خود را با این سلاح‌ها مربوط می‌دانسته، به همین سبب سعی کرده تا پیش از عزیمت خود آن‌ها را از حوزه قلمرو خویش خارج سازد و نزد فرد دیگری از شیوخ عرب به امانت گذارد که بعدها همین سلاح‌ها در جنگ ذوقار علیه سپاه ایران به کار می‌رود.
در اخبار مربوط ساختن قصر کوفه توسط سعد بن ابی وقاص آمده و اینکه فردی به نام روزبه پسر بزرگمهر پسر ساسان از مردم همدان در اینکار به او کمک کرده آمده که روزبه، مرزبان یکی از پادگان‌های ایران در مرز روم در همین منطقه بوده، و چون از شاه ایران بیم و هراسی در دل داشته به روم گریخته و در آنجا پناه گرفته بود؛ و هنگامی که سعد بن ابی وقاص به این منطقه آمده، و بیم و هراس او از میان رفته، به اینجا بازگشته، قصر را برای سعد ساخته‌است و علت بیم و هراس او را اسلحه و جنگ‌افزارهایی نوشته‌اند که او در انتقال آن‌ها بین ایران و روم دست داشته‌است. با توجه به قرائن دیگر و با توجه به اوضاع و احوال این منطقه در این دوران و مطالعه در سوابق تحریکات دولت روم در قلمرو عرب‌نشین ایران به قصد آشوب و درگیر ساختن دولت ایران، می‌توان به این نتیجه رسید که آنچه این مرزبان ایرانی در انتقال آن دست داشته، جنگ‌افزارهایی بوده‌است که دولت روم به قصد مسلح ساختن نعمان و برانگیختن او ضد خسرو برای او می‌فرستاده و همین امر باعث بیمناکی این مرزبان از پادشاه ایران و پناهنده شدن او به روم بوده‌است، زیرا هنگامی که آن کار نهان آشکار شده و نعمان گرفتار آمده، این مرزبان هم‌راهی جز فرار به روم در پیش نداشته‌است.
به هر حال با توجه به همه علت‌ها می‌توان چنین انگاشت که خسرو پرویز با زمینه بدگمانی شدیدی که نسبت به نعمان پس از مسیحی شدن او داشته وقتی خبر یافته که نعمان نهان از چشم او و کارگزارانش با رومیان ساخته و با کمک آنان به ذخیره کردن سلاح و جنگ‌افزار پرداخته‌است، با شروع مجدد جنگ با رومیان در سال ۶۰۲ میلادی، پیش از آنکه نعمان هماهنگ با سیاست جنگی روم در این منطقه به حرکتی برخیزد او پیش‌دستی کرده و نه تنها خود او را از میان برداشته بلکه ریشه امارت چند صد ساله خاندان او را هم که پیوسته شاهان ساسانی آن را در آن خاندان باقی گذاشته بودند از بیخ برکنده است؛ و می‌توان انگاشت که در جریان کشف توطئه نعمان آن کس که بیش از همه در این کار مؤثر بوده و شاید هم عامل اصلی به‌شمار آید، زید بن عدی دبیر عربی‌نویس دربار خسرو پرویز باشد.